# Bistum Łomża
Das Bistum Łomża (lat.: Dioecesis Lomzensis, poln.: Diecezja łomżyńska) ist eine Diözese der römisch-katholischen Kirche in Polen mit Bischofssitz in Łomża.

## Geografische Lage

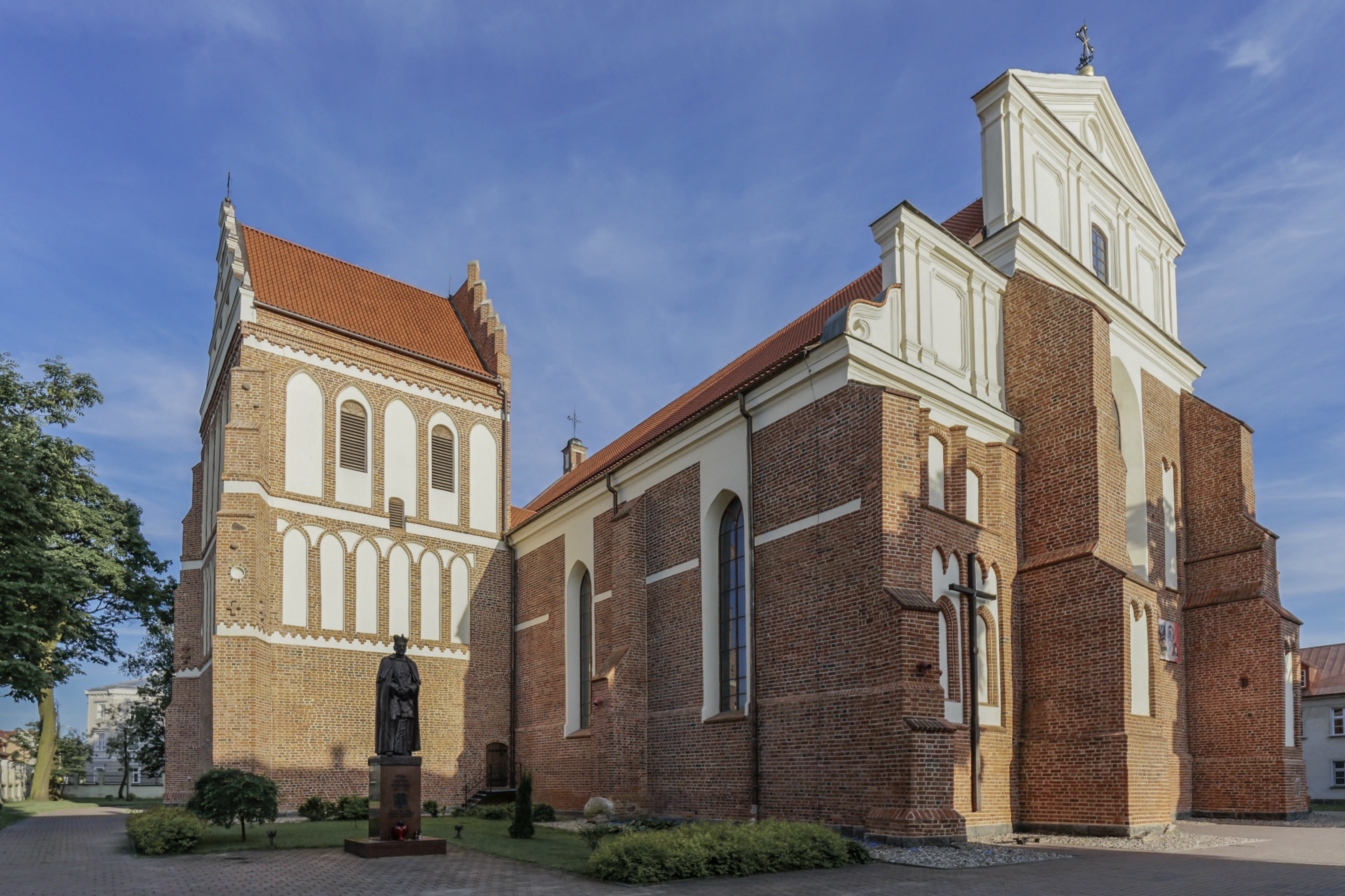
Kathedrale St. Michael in Łomża

Das Bistum Łomża grenzt im Norden an das Bistum Ermland und das Bistum Ełk, im Osten an das Erzbistum Białystok, im Süden an das Bistum Warschau-Praga und an das Bistum Drohiczyn und im Westen an das Bistum Płock. Am 25. März 1992 wurde das Bistum zusammen mit dem Bistum Drohiczyn durch Papst Johannes Paul II. mit der Apostolischen Konstitution Totus Tuus Poloniae populus dem Metropolitanbistum Białystok als Suffragandiözese unterstellt.

## Geschichte
Als Diözese Wigry am 25. März 1798 von Papst Pius VI. errichtet, wurde sie mit päpstlichem Dekret vom 30. Juni 1818 in Sejny/Augustów umbenannt.
Am 28. Oktober 1925 wurde auf Grund des am 18. März 1921 geschlossenen Staatsvertrag mit der Sowjetunion (Friedensvertrag von Riga) Sejny aufgelöst und das Bistum Łomża neu geschaffen.
Im Januar 2009 wurde Sejny als Titularbistum reaktiviert, dessen erster Titularerzbischof wurde am 18. März 2009 Jan Romeo Pawłowski, Apostolischer Nuntius von Republik Kongo und Gabun. Am 13. Dezember 2014 wurde auch der ursprüngliche Bischofssitz Wigry als Titularsitz an den Kattowitzer Weihbischof Marek Szkudło vergeben.

## Dekanate

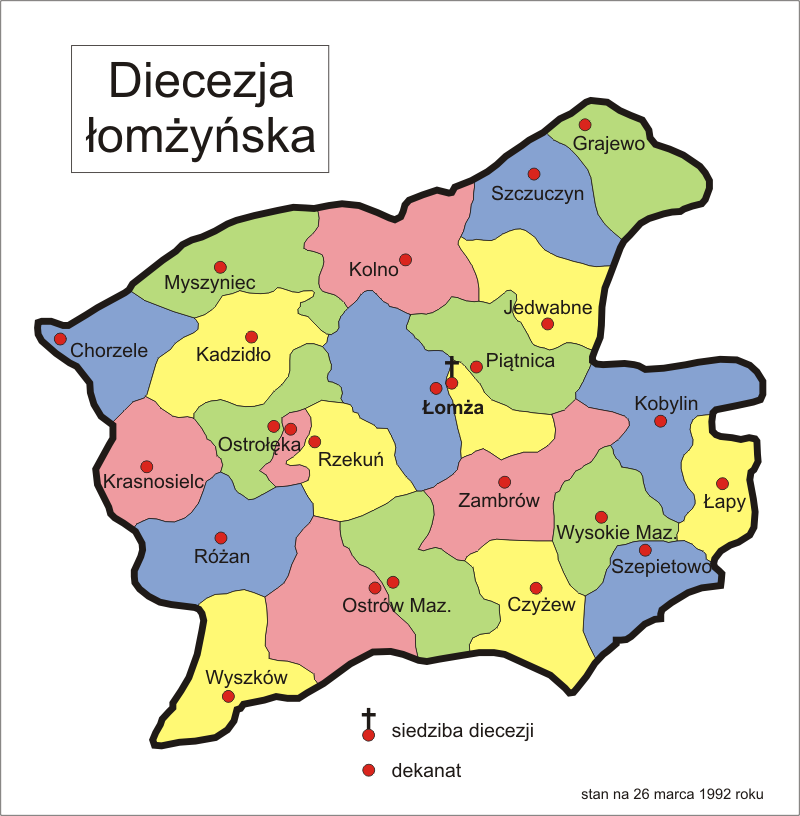
Dekanate des Bistums Łomża

| - Chorzele - Czyżew - Grajewo - Jedwabne - Kadzidło - Kobylin - Kolno - Krasnosielc - Łapy - Łomża – Kathedrale - Łomża – St. Bruno - Myszyniec | - Ostrołęka – Maria Heimsuchung - Ostrołęka – St. Anton - Ostrów Mazowiecka - Piątnica - Różan - Rzekuń - Szczuczyn - Szepietowo - Wysokie Mazowieckie - Wyszków - Zambrów |

## Bistumspatrone
- Hl. Brun von Querfurt 9. März
- Hl. Andrzej Bobola 16. Mai

besonders verehrt werden auch:
- Sel. Marianna Biernacka
- Sel. Adam Bargielski
- Sel. Michał Piaszczyński

Sie wurden am 13. Juni 1999 zusammen mit 108 Märtyrern des Zweiten Weltkrieges in Warschau seliggesprochen.